# Andreas Bang-Haas
Andras Bang-Haas, född den 6 december  1846 i Horsens i Danmark, död 7 februari 1925 i Dresden-Blasewitz i Tyskland, var en dansk entomolog och insektshandlare.
År 1879 anställdes han av Otto Staudinger och 1880 gifte han sig med Staudingers dotter. År 1884 blev han delägare i Staudingers firma och då denne avled 1900 blev Bang-Haas ensam ägare. Han ledde företaget fram till 1913, då det togs över av sonen Otto Bang-Haas.